# 稔山镇
稔山镇，是中华人民共和国广东省惠州市惠东县下辖的乡镇级行政单位。在稔平半島最北端。全镇土地总面积188.3平方公里。2018年总人口约8.78万人，其中外来暂住人口约1.4万人。

## 行政区划
稔山镇下辖以下地区：
稔山社区、大埔屯社区、稔石村、长排村、大墩村、范和村、白云村、五配村、牛牯墩村、盐灶背村、船澳村、坝仔村、老坑村、竹园村、联丰村、新村、芙蓉村、涧背村和莲蓬村。

## 地理資源
全镇土地总面积188.3平方公里，海岸线长36公里。耕地面积34000亩，其中水田面积 31664亩，旱地面积 2336亩。盐田面积3420亩。水库、山塘蓄水总容量2000多万立方米。建有水库14座（小Ⅰ型4座，小Ⅱ型10座），总库容1600多万立方米，农田有效灌溉面积33148亩。

## 氣候
年平均日照时数2013.3小时，日照率47%。年平均气温21.1℃，平均相对湿度为79%。雨水多，年平均雨量1920毫米，丰水年降雨量为3076.8毫米，枯水期降雨量为1552.1毫米。

## 教育
1983年，稔山镇基本扫除青壮年文盲。1984年，稔山镇所有中小学校達成“一无两有”（所謂「校校无危房、班班有课室、学生人人有桌凳」），普及了小学教育。1994年1月，全镇实现普及九年义务教育，並通过省市验收。

## 交通
- 厦深铁路：惠东南站

## 事件
2018年4月，位於亚婆角片区环大亚湾公路旁、與碧桂園的十里銀灘相隔一條馬路、有不少港人購買的屋苑「海岸居」被指乃違規建築，被縣政府強拆。